# 新图祖克列伊村委员会
新图祖克列伊村委员会（俄语：Новотузуклейский сельсовет）是俄罗斯联邦阿斯特拉罕州卡梅贾克区所属的一个村委员会。其下辖有4个居民点，行政中心为图祖克列伊。据2015年统计，该村委员会的人口为2969人。